# Sport estremo
Gli sport estremi sono attività accomunate dalla ricerca di emozioni straordinarie ottenute attraverso la sperimentazione del pericolo ed un intenso impegno fisico. Questi sport implicano elevati rischi di incolumità fisica a causa di forti velocità, elevate altezze, sforzi fisici, ambienti estremi, durata delle prestazioni. Il fenomeno ha guadagnato popolarità nel 1990 quando attirò l'attenzione delle compagnie di marketing, le quali inaugurarono a questo scopo gli X Games, trasmessi dal canale televisivo Extreme Sports Channel e dal sito Extreme.com.

## Storia

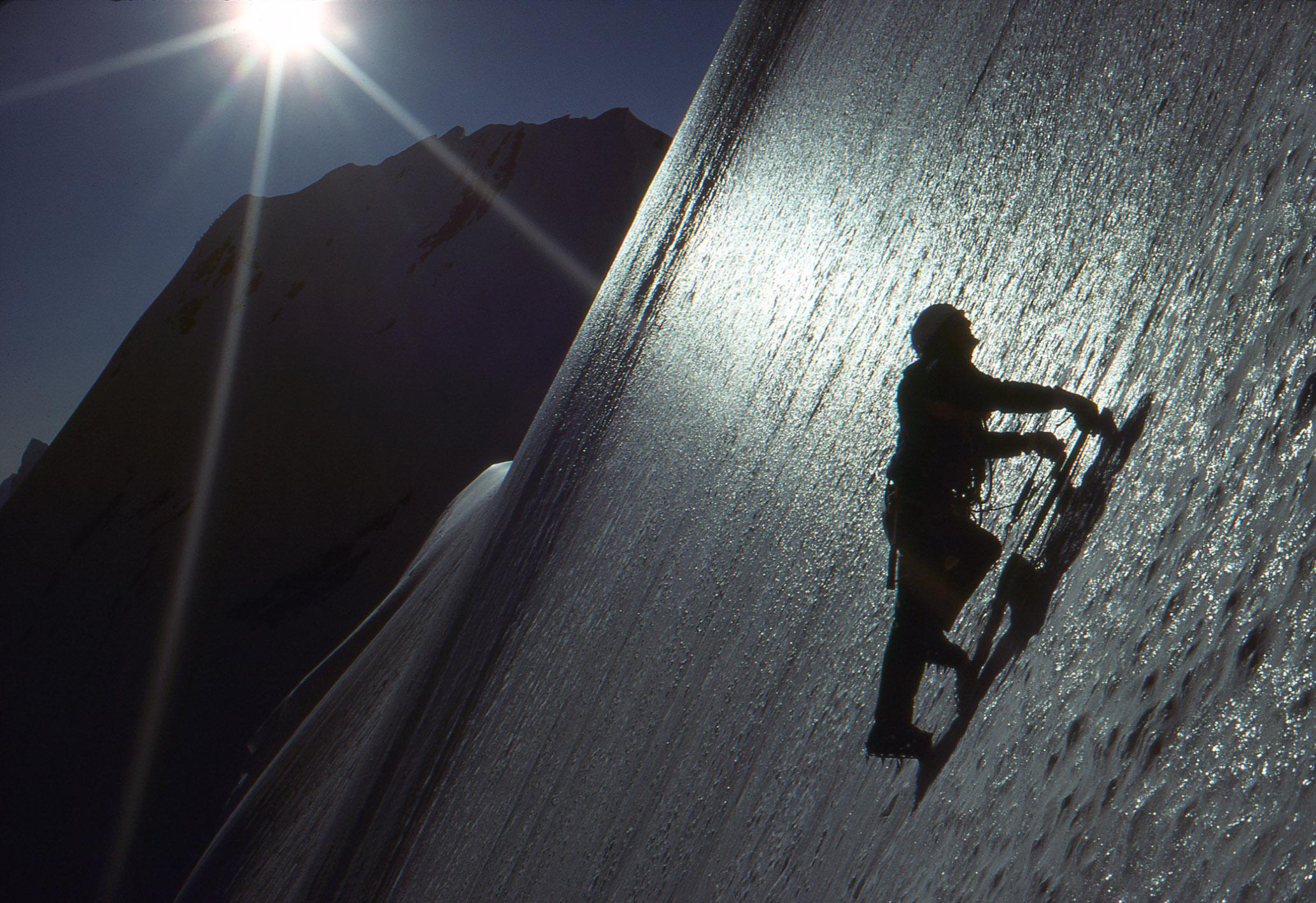
Arrampicata su ghiaccio

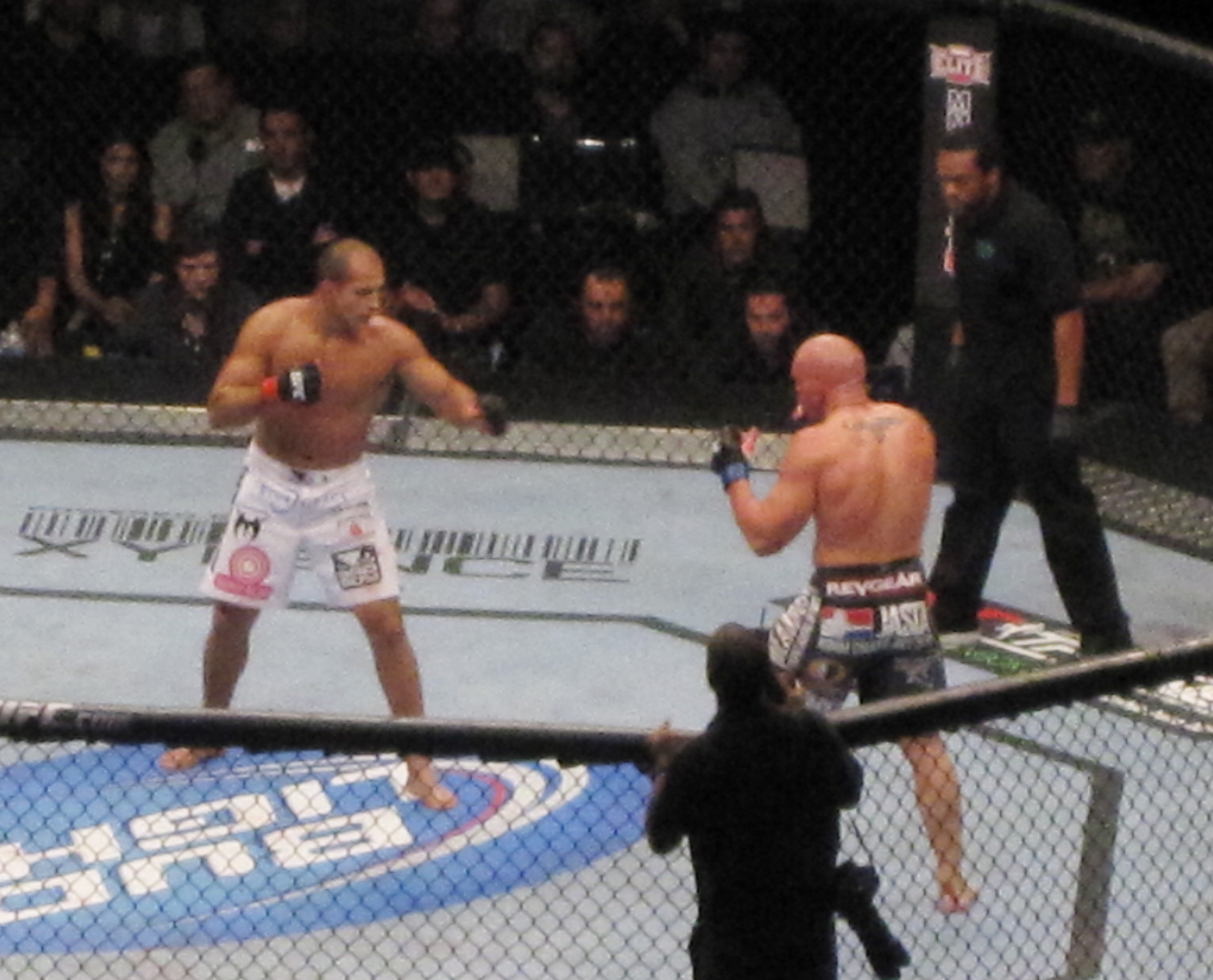
Arti marziali miste

L'origine della divergenza del termine "sport estremi" da "sport" può essere datata al 1950 con la comparsa di una frase di solito attribuita (a torto) ad Ernest Hemingway.
L'implicazione di questa frase fu che la parola "sport" definì un'attività in cui era possibile morire. Le altre attività sarebbero state chiamate "giochi". Comunque sia, la frase potrebbe appartenere in realtà allo scrittore Barnaby Conrad o al pilota e autore Ken Purdy.
Il Dangerous Sports Club di Oxford fu fondato da David Kirke, Chris Baker, Ed Hulton e Alan Weston . In un primo momento questi ottennero un'ampia attenzione da parte del pubblico, con l'invenzione dell'attuale bungee jumping, offrendone le prime dimostrazioni il 1º aprile 1979 dal ponte sospeso di Clifton, a Bristol. Alla prestazione del Clifton Bridge ne seguì un'altra sul Golden Gate Bridge a San Francisco (primo salto con l'elastico femminile da parte di Jane Wilmot), al quale se ne aggiunse una terza in diretta televisiva dal Royal Gorge Suspension Bridge in Colorado, sponsorizzata e trasmessa dal popolare programma televisivo americano "That's Incredible!".
Il bungee jumping risultò una grande novità per alcuni anni, poi diventò una mania per i giovani, ed oggi è considerata una realtà consolidata per gli amanti del brivido. Il club aprì inoltre la strada ad una forma inusuale di sci, al quale furono dedicati ben tre eventi a San Moritz in Svizzera, durante i quali i concorrenti erano tenuti ad elaborare una sorta di grande scultura dotata di sci, col fine di spedirla poi giù lungo una discesa. La manifestazione raggiunse il suo climax quando il club si presentò a St. Moritz a bordo di un autobus londinese a due piani, tentando di lanciarlo giù lungo le piste da sci, ed arenandosi, infine, di fronte al rifiuto delle autorità svizzere.

## Descrizione

### Definizione

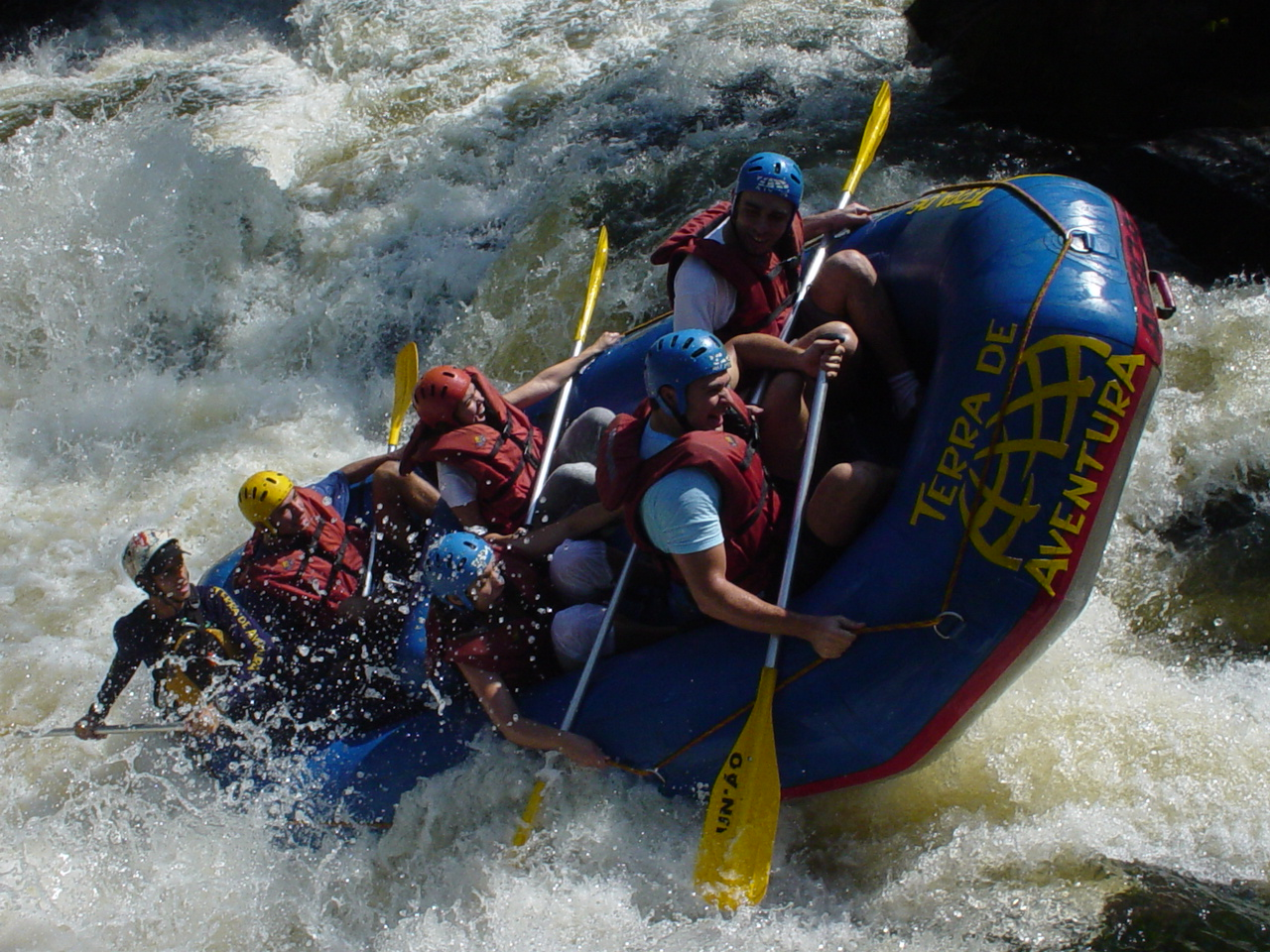
Rafting

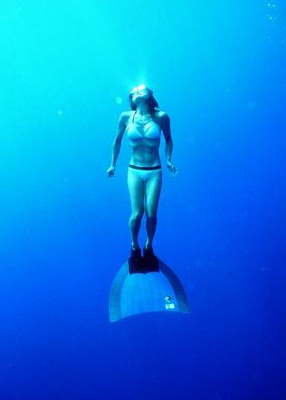
Immersione in apnea

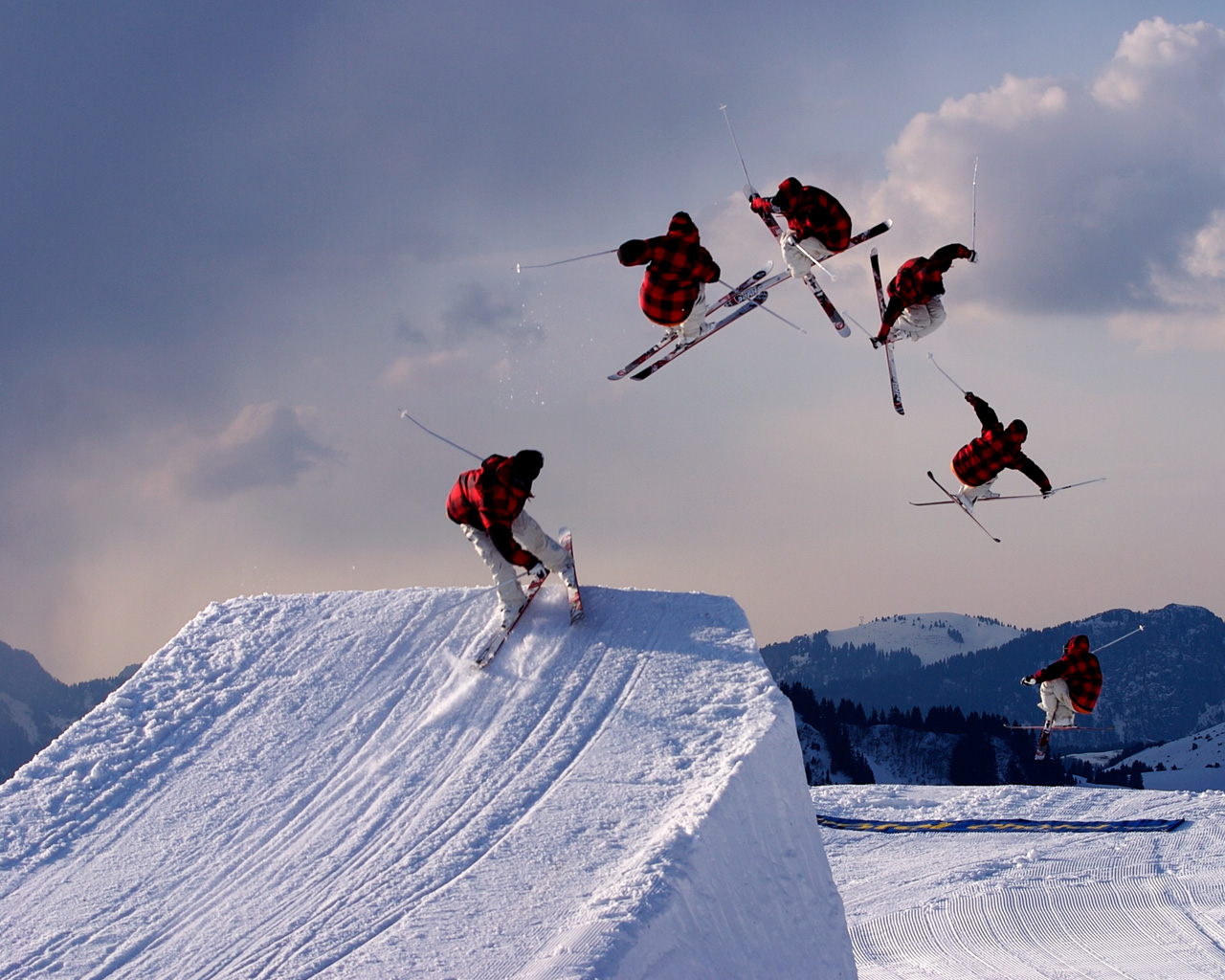
Sci acrobatico

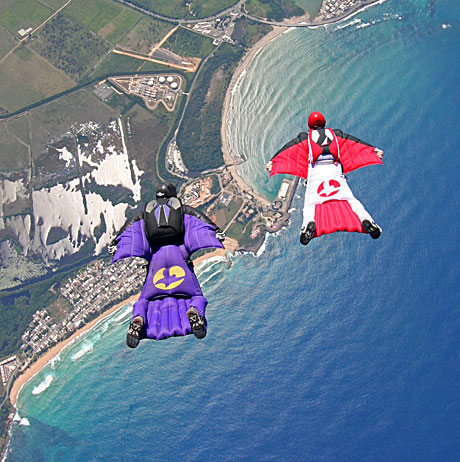
Tuta alare

La definizione più comunemente usata di "sport estremo" è quella della dottoressa Rhonda Cohen:
(Rhonda Cohen, 2012)
Mentre l'uso del termine "sport estremo" si è largamente diffuso per descrivere una moltitudine di attività diverse, esattamente quali sport siano considerati "estremi" è oggetto di discussione. Ci sono tuttavia alcune caratteristiche comuni agli sport più estremi: per cominciare, anche se non è un dominio esclusivo dei giovani, gli sport estremi tendono ad avere un target demografico più giovane rispetto alla media, la pratica di queste discipline raramente è autorizzata all'interno delle scuole e le attività tendono ad essere svolte in solitario al contrario degli sport tradizionali. Inoltre, i principianti sono propensi ad allenarsi senza l'ausilio di un allenatore, anche se possono affidarvisi in seguito.
Attività classificate dai media come sport estremi differiscono dagli sport tradizionali per un maggior numero di variabili intrinsecamente incontrollabili. Queste variabili ambientali sono spesso connesse al tempo atmosferico e al tipo di terreno, per esempio la presenza di vento, neve, acqua e montagne. Poiché questi fenomeni naturali sfuggono al controllo dell'uomo, influenzano inevitabilmente il risultato dell'attività data o dell'evento.
In un evento sportivo tradizionale, gli atleti competono uno contro l'altro in circostanze controllate. Mentre è possibile creare un evento sportivo controllato come gli X Games, ci sono variabili ambientali che non possono essere mantenute costanti per tutti gli atleti e le relative discipline. I casi includono cambiamento della consistenza della neve per gli snowboarder o l'altezza e la forma delle onde per i surfisti.
Anche se i criteri di giudizio sportivo tradizionali possono essere adottati nella valutazione dei risultati (distanza, tempo, punteggio, ecc.), gli atleti di sport estremi sono spesso valutati su criteri più soggettivi ed estetici. Ciò si traduce in una tendenza a respingere i metodi di giudizio consolidati, e quindi in una forma mentis che mette in pratica i principi di tali discipline, facendo evolvere di fatto i propri standard di valutazione rispetto alle nuove tendenze e ai nuovi sviluppi delle discipline estreme stesse.

### Caratteristica principale
Una delle caratteristiche di tali attività, secondo alcuni, è la loro presunta capacità di indurre una scarica adrenalinica nei partecipanti. Tuttavia, dal punto di vista medico, l'accelerazione o la forza associate alle prestazioni non sono causate dal rilascio di adrenalina come risposta alla paura, ma dall'aumento dei livelli di dopamina, di endorfine e di serotonina rilasciate nel cervello per l'elevato livello di sforzo fisico sostenuto. Inoltre, un recente studio suggerisce che il legame tra adrenalina e sport estremi sia dubbio. Lo studio descrive gli sport estremi come attività del tempo libero o ricreative in cui il risultato più probabile di un incidente o di una distrazione sia la morte. Questa definizione è stata pensata per distinguere tra montatura operata dal marketing e l'attività vera e propria.
Eric Brymer ha poi scoperto che la ricerca di esperienze umane straordinarie, in molti aspetti simili a quelle della meditazione, costituisce una parte importante dello sport estremo. Tale esperienza pone il partecipante al di fuori della sua area di comfort e consiste spesso nella tappa più importante del ricercatissimo viaggio-avventura.

### Classificazione

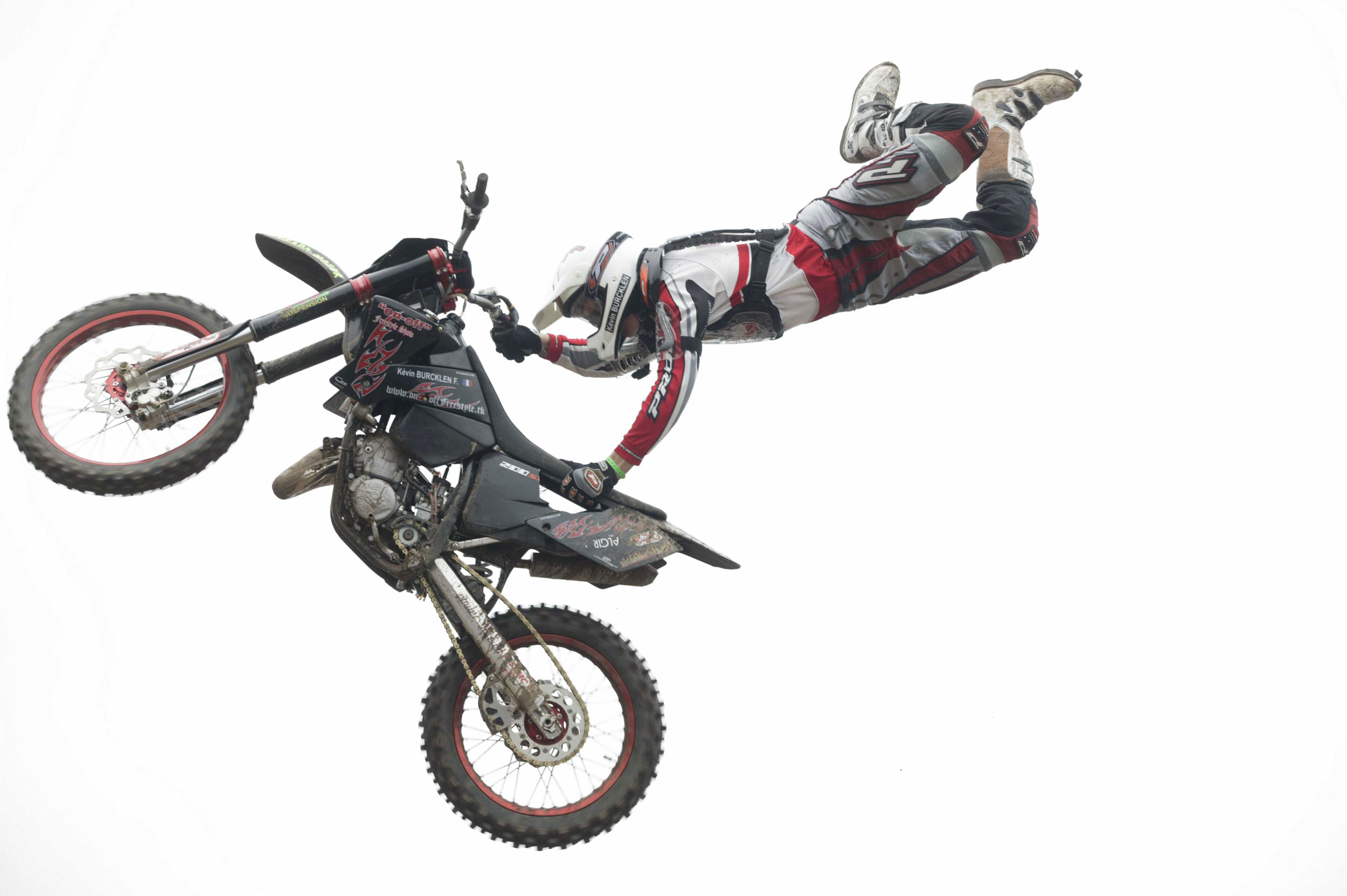
Freestyle Motocross

La definizione esatta e che cosa sia considerato come sport estremo è oggi oggetto di discussione, mentre il metodo di classificazione degli sport è invece comunemente condiviso.
Uno dei metodi è che per qualificarsi come "sport estremo", esso debba rientrare in entrambe le seguenti definizioni:
- essere sport: il partecipante deve disporre di una notevole abilità e/o capacità fisica per evitare la mancata esecuzione;
- essere estremo: la mancata esecuzione deve comportare notevoli rischi per l'atleta;

Secondo questa definizione, un'attività come il bungee jumping non rientra, visto che non è necessaria alcuna capacità o abilità fisica per eseguire un buon salto (e quindi per evitare la mancata esecuzione). Nemmeno essere il passeggero di un jetboat, per esempio, non soddisfa i requisiti, perché l'abilità necessaria riguarda il pilota, non i passeggeri. Una sorta di "ricerca di avventura" potrebbe, in questi casi, essere un titolo più adatto rispetto a "sport estremo".
Lo sport estremo può essere inoltre suddiviso in:
- gli sport estremi con mezzo di trasporto: Questi sport possono essere a loro volta divisi tra quelli che abbisognano della presenza di neve, ghiaccio o acqua e quelli che necessitano dell'asfalto. Un'altra suddivisione può essere fatta a seconda del veicolo: con motore o senza motore.
- gli sport estremi senza mezzo di trasporto: Non è richiesto alcun veicolo.

### Marketing

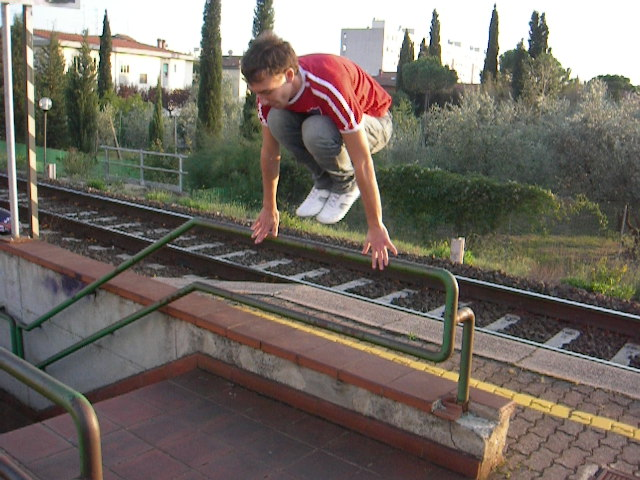
Parkour

Alcuni sostengono che la distinzione tra uno sport estremo e uno convenzionale abbia molto a che fare più con il marketing, che con il livello di pericolosità o l'adrenalina generata. Ad esempio, il rugby è pericoloso e adrenalinico allo stesso tempo, ma non è considerato uno sport estremo a causa della sua immagine tradizionale, sia perché non comporta una elevata velocità o l'intenzione di effettuare acrobazie (i criteri estetici di cui sopra), sia perché non include variabili ambientali che possano influenzare gli atleti. Il demolition derby, prevalentemente uno sport per adulti, non è considerato uno sport estremo, mentre lo è uno sport giovanile come le gare di BMX.
Un aspetto comune ad uno sport estremo è una certa tendenza contro-culturale, un rifiuto dell'autorità e dello status quo tipico dei giovani insoddisfatti. La cosiddetta generazione Y ha colto al volo la possibilità di rivendicare come propria l'attività sportiva, e ha cominciato a rifiutare gli sport più tradizionali in numero sempre crescente.

### Mortalità
Lo sport estremo per sua natura può essere estremamente pericoloso, propenso alla fatalità o al riscontro di lesioni gravi, e talvolta consiste proprio nello sfiorare il confine tra la vita e la morte. Questo pericolo imminente e inerente a questi sport è stato considerato una componente un po' inutile del suo fascino, che è in parte il risultato di pressioni subite dagli atleti per fare più soldi e raggiungere la celebrità offrendo il massimo del divertimento.

### Sport estremi e comunità di disabili
Molte persone con varie disfunzioni fisiche praticano sport estremi. Organizzazioni senza scopo di lucro, come Adaptive Action Sports hanno come obiettivo quello di accrescere la partecipazione dei membri della comunità dei disabili, così come di facilitare loro l'accesso alle tecnologie che gli consentono di gareggiare anche nelle competizioni di alto livello, come gli X Games o il Festival International des Sport Extrême (FISE)

### Esempi
- Arrampicata su ghiaccio
- Arti marziali miste
- Bmx
- Deep Water Soloing
- Downhill
- Freefly
- Free Running
- Freeskiing
- Freestyle Motocross
- Funambolismo
- Hydrospeed
- Immersione in apnea

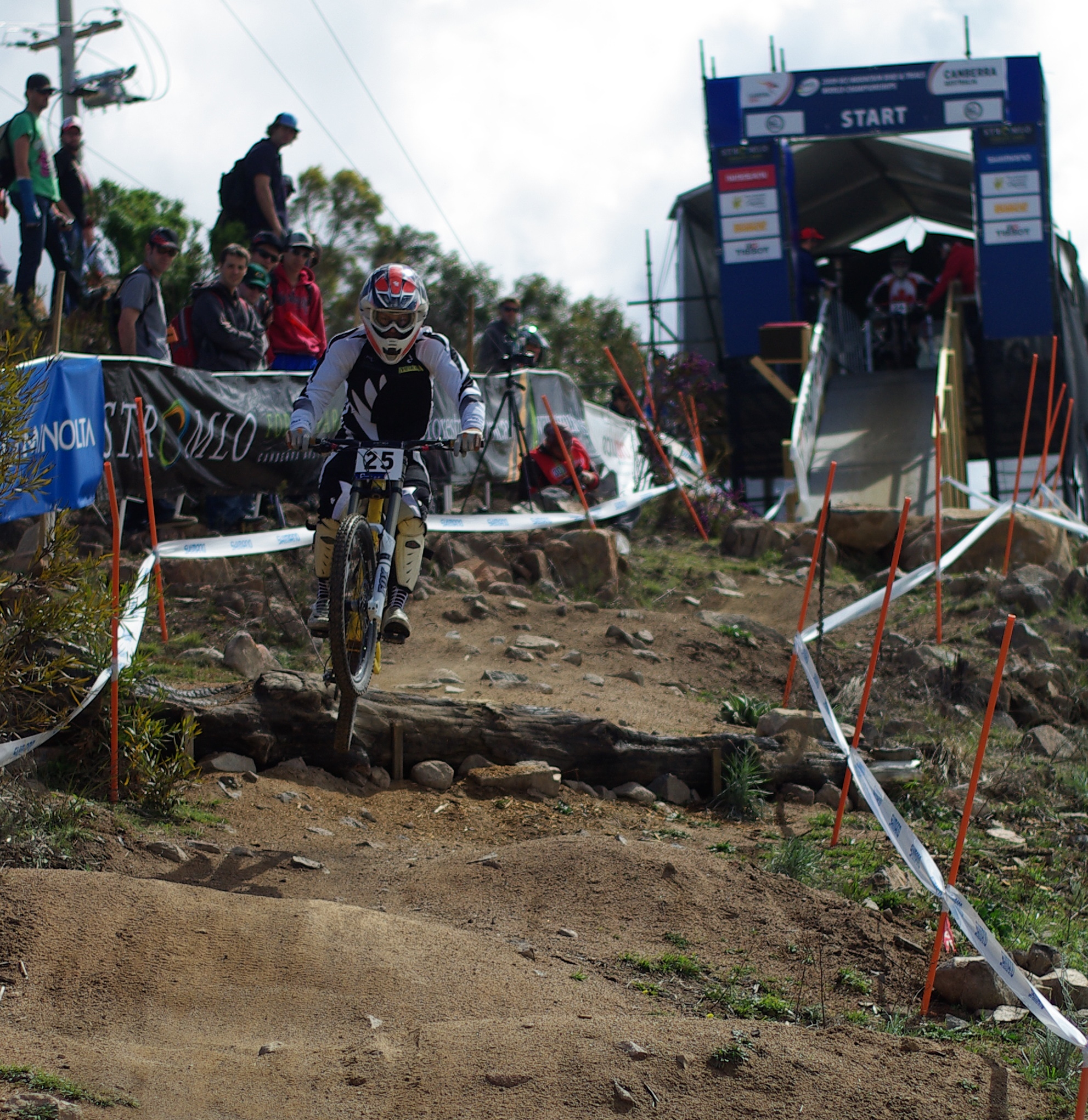
Downhill

- Immersione in gabbia a prova di squalo
- Immersione in grotta
- Kitesurfing
- Land boarding
- Mountainboard
- Parapendio
- Parkour
- Pattinaggio aggressive
- Rugby subacqueo
- Sandboarding
- Sci di velocità
- Skimboarding
- Slackline
- Snowkiting
- Snowboard cross
- Streetluge
- Tricking (arte marziale)
- Tuta alare
- Ultra trail
- Wakeboard